# Sonny Rollins
Sonny Rollins (Nueva York, 7 de septiembre de 1930) es un músico estadounidense de jazz, saxofonista tenor y compositor. 
Junto con Coleman Hawkins, Lester Young, Ben Webster, Dexter Gordon y John Coltrane, está considerado uno de los grandes saxofonistas tenores de la historia del jazz. Sus estilos son el bop y el hard bop, aunque se ha aproximado en varias ocasiones al free jazz en la estela de las innovaciones de Ornette Coleman, contando en ocasiones con la colaboración del cornetista de este, Don Cherry.
En su estilo siempre se ha notado la presencia de Coleman Hawkins, por su sonido denso y voluminoso, y de Charlie Parker, por la libertad de improvisación. Por lo demás, es frecuente su recurso al folclore (el Caribe, los calipsos...), su exposición reiterada de temas, su prolongación de las introducciones, su tendencia a la cita musical (himnos, canciones infantiles...), etc. Varias de sus composiciones, como "St. Thomas", "Oleo", "Doxy", "Airegin" y "Tenor Madness" están considerados estándares de jazz.

## Comienzos
Rollins nació en Nueva York de padres de las Islas Vírgenes de los Estados Unidos. El más joven de tres hermanos, creció en el centro de Harlem y en Sugar Hill, recibiendo su primer saxofón alto a la edad de siete u ocho años. Asistió a la Edward W. Stitt Junior High School y se graduó en la Benjamin Franklin High School en East Harlem. Rollins comenzó como pianista, cambió a saxofón alto, y finalmente cambió a tenor en 1946. Durante sus años de escuela secundaria, tocó en una banda con otras leyendas del jazz futuro como Jackie McLean, Kenny Drew y Art Taylor.

## Carrera

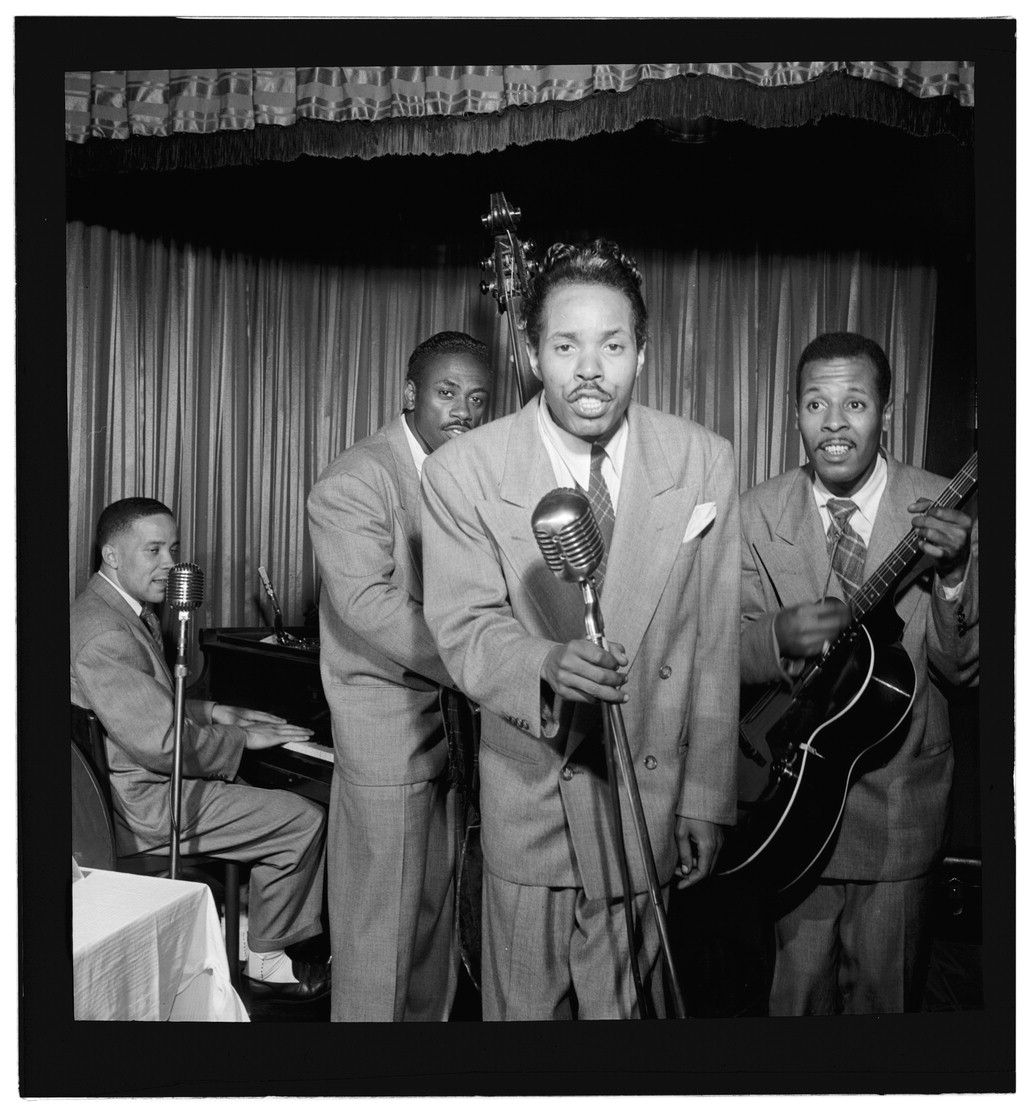
Babs Gonzales en la segunda mitad de los años 40.

### 1949 - 1956
Después de graduarse de la escuela secundaria en 1947, Rollins comenzó a actuar profesionalmente; hizo sus primeras grabaciones a principios de 1949 como acompañante con el cantante de bebop Babs Gonzales (J. J. Johnson fue el arreglista del grupo). En los siguientes meses, comenzó a forjarse un nombre, grabando con Johnson y apareciendo bajo el liderazgo del pianista Bud Powell, junto al trompetista Fats Navarro y el baterista Roy Haynes, en una sesión seminal de "hard bop".
A principios de 1950, Rollins fue arrestado por robo a mano armada y pasó diez meses en la cárcel de Rikers Island antes de su libertad condicional; en 1952, fue arrestado de nuevo por violar los términos de su libertad condicional al usar heroína. Entre 1951 y 1953, grabó con Miles Davis, el Modern Jazz Quartet, Charlie Parker y Thelonious Monk. 
Tuvo un gran éxito en 1954 cuando grabó sus famosas composiciones "Oleo", "Airegin" y "Doxy" con un quinteto dirigido por Davis que también presentó al pianista Horace Silver.

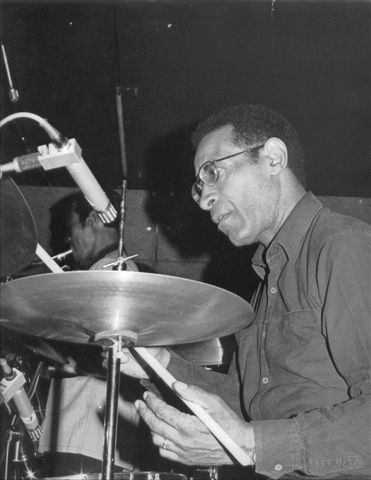
Max Roach. 1947

En 1955, Rollins ingresó en el Federal Medical Center, Lexington, en aquella época la única asistencia en los Estados Unidos para drogadictos. Mientras estuvo allí, se ofreció como voluntario para la terapia experimental con metadona y pudo superar su adicción a la heroína, tras lo cual vivió durante un tiempo en Chicago, compartiendo habitación con el trompetista Booker Little. Rollins inicialmente temía que su sobriedad perjudicaría su musicalidad, pero luego pudo apreciar que tuvo un mayor éxito.
Rollins se unió brevemente al Miles Davis Quintet en el verano de 1955. Más tarde ese año, se unió al quinteto de Clifford Brown y Max Roach. Los álbumes de estudio que documentan su paso por la banda son Clifford Brown y Max Roach en Basin Street y Sonny Rollins Plus 4. Después de la muerte de Brown y el pianista de la banda, Richie Powell, en un accidente automovilístico en junio de 1956, Rollins continuó tocando con Roach y comenzó lanzando álbumes bajo su propio nombre en Prestige Records, Blue Note, Riverside y Contemporary.
Su ampliamente aclamado álbum Saxophone Colossus fue grabado el 22 de junio de 1956 en el estudio de Rudy Van Gelder en Nueva Jersey, con Tommy Flanagan al piano, el exbajista de Jazz Messengers Doug Watkins y su baterista favorito, Roach. Esta fue la sexta grabación de Rollins como líder e incluía su composición más conocida, "St. Thomas", un calipso caribeño basado en una melodía cantada por su madre en su infancia, así como el número rápido de bebop "Strode Rode". y "Moritat" (la composición de Kurt Weill también conocida como "Mack the Knife"). Un largo blues solo en el tema de Saxophone Colossus, "Blue 7", fue analizado en profundidad por el compositor y crítico Gunther Schuller en un artículo de 1958.

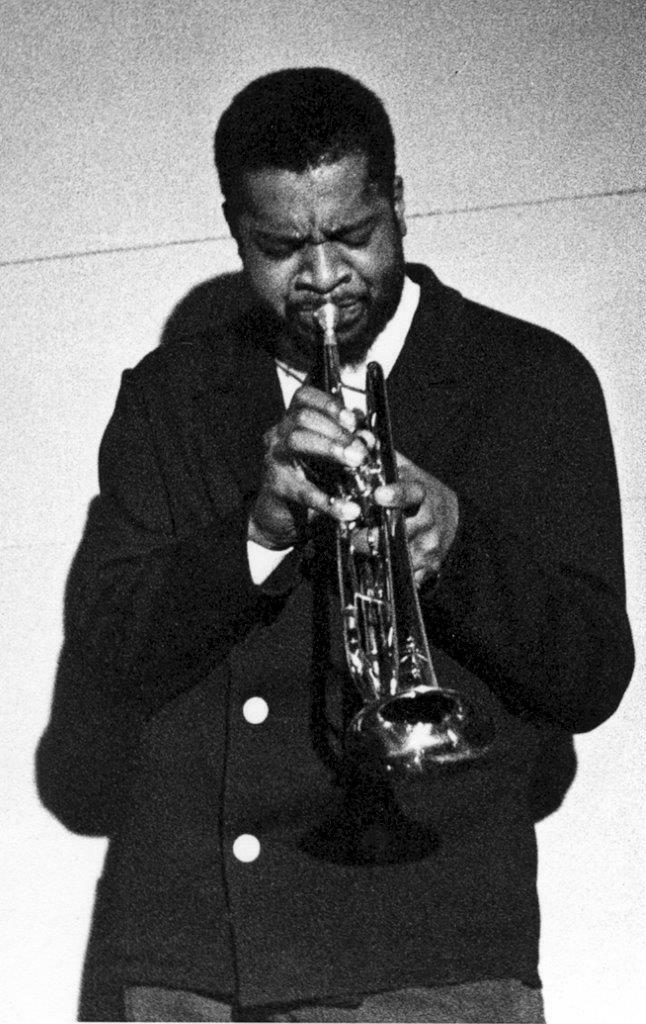
Donald Byrd. 1964

En el solo de "St. Thomas", Rollins utiliza la repetición de un patrón rítmico y variaciones de ese patrón, que abarca solo unos pocos tonos en un rango estrecho, y emplea notas staccato y adosadas. Esto se interrumpe por un florecimiento repentino, que utiliza un rango mucho más amplio antes de volver al patrón anterior. En su libro The Jazz Style of Sonny Rollins, David N. Baker explica que Rollins "muy a menudo utiliza el ritmo por sí mismo. A veces improvisa sobre un patrón rítmico en lugar de sobre la melodía". Desde que grabó" St. Thomas ", el uso que hace Rollins de los ritmos calypso ha sido una de sus contribuciones más destacadas al jazz; a menudo interpreta melodías tradicionales caribeñas como "Hold 'Em Joe" y "Do not Stop the Carnival", y ha escrito muchas composiciones originales influenciadas por el calipso, como "Duke of Iron", "The Everywhere Calypso" y "Calentamiento global."
En 1956 se casó con la actriz y modelo Dawn Finney.
En 1956 también grabó el álbum Tenor Madness, utilizando el mítico grupo de Davis, formado por el pianista Red Garland, el bajista Paul Chambers y el baterista Philly Joe Jones. La canción principal es la única grabación de Rollins con John Coltrane, quien también fue miembro del grupo de Davis.
A finales de año Rollins apareció como acompañante en el álbum de Thelonious Monk, Brilliant Corners y también grabó su primer álbum para Blue Note Records, titulado Sonny Rollins, Volume One, con Donald Byrd en la trompeta, Wynton Kelly en el piano, Gene Ramey en bajo, y Roach en la batería.
Sus grabaciones para Prestige Records, Blue Note Records, Contemporary y Riverside Records durante los años cincuenta le llevaron a ser aclamado como el mejor saxofonista tenor de la época, al menos hasta la irrupción en escena de John Coltrane.

### 1957 - primavera de 1959

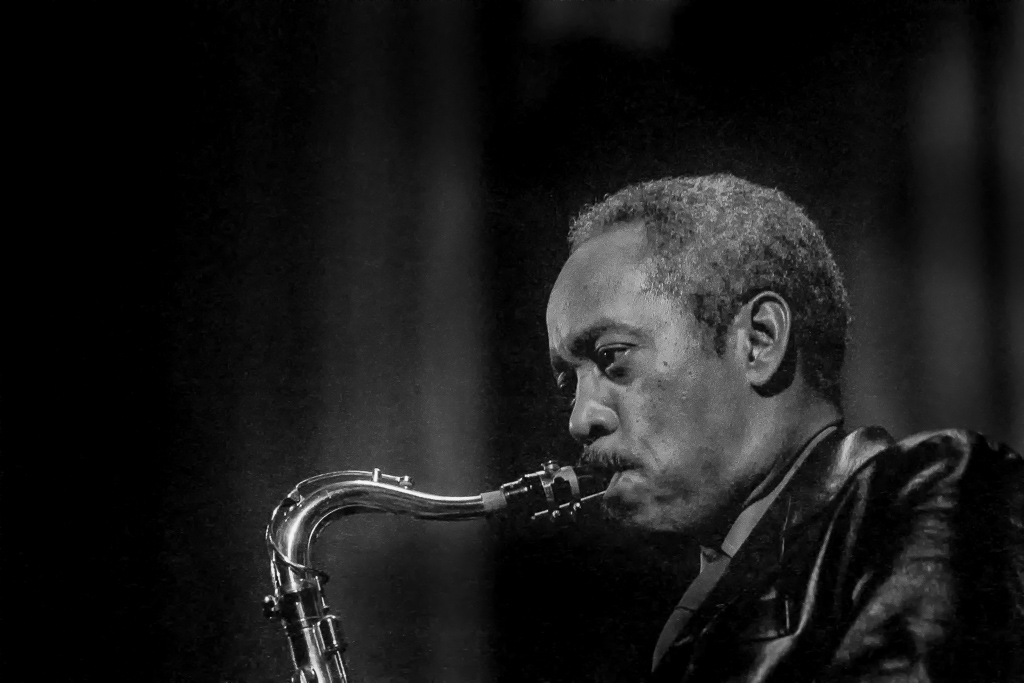
Sonny Stitt

En 1957, Rollins fue pionero en el uso del bajo y la batería, sin piano, como acompañamiento de sus solos de saxofón, una textura que llegó a conocerse como "paseo". Las dos primeras grabaciones de tríos de tenor / bajo / batería son Way Out West y A Night at the Village Vanguard. Way Out West recibió este nombre porque fue grabado para Contemporary Records (con el baterista de Los Ángeles, Shelly Manne) y porque incluía canciones country and western como "Wagon Wheels" y "I'm an Old Cowhand". El álbum del Village Vanguard consiste en dos sets, una matinée con el bajista Donald Bailey y el baterista Pete LaRoca y una velada con el bajista Wilbur Ware y el baterista Elvin Jones. Rollins usó el formato trío intermitentemente a lo largo de su carrera, a veces tomando la opción inusual de usar su saxo como un instrumento de sección rítmica durante los solos de bajo y percusión. Lew Tabackin citó al trío sin piano de Rollins como una inspiración para liderar la suya. Joe Henderson, David S. Ware, Joe Lovano, Branford Marsalis y Joshua Redman también han dirigido tríos de saxo sin piano con mayor o menor acierto.
Mientras estaba en Los Ángeles en 1957, Rollins conoció al legendario saxofonista alto Ornette Coleman y los dos practicaron juntos. Coleman, un pionero del free jazz, dejó de usar un pianista en su propia banda dos años más tarde.
En este momento, Rollins se había hecho famoso por tomar canciones relativamente banales o no convencionales (como "No hay negocio como el espectáculo" en Work Time, "Toot, Toot, Tootsie, Goodbye" en The Sound of Sonny, y más tarde "SweetLeilani" en el álbum ganador de Grammy, This Is What I Do) usándolas como vehículos para la improvisación.
Rollins adquirió el apodo de "Newk" debido a su parecido facial con el lanzador estrella de los Dodgers de Brooklyn, Don Newcombe.
Su siguiente álbum de1957, Newk's Time lo vio trabajando nuevamente con un piano, en este caso Wynton Kelly, pero uno de los temas más apreciados es un dúo de saxofón / batería, "Surrey with the Fringe on Top" con Philly Joe Jones. Más tarde en el mismo año hizo su debut en el Carnegie Hall y grabó nuevamente para Blue Note con Johnson en el trombón, Horace Silver o Monk en el piano y el baterista Art Blakey (lanzado como Sonny Rollins, Volume Two). Ese diciembre, él y su compañero saxofonista tenor Sonny Stitt se presentaron juntos en el álbum Sonny Side Up de Dizzy Gillespie.
En 1958, apareció en una fotografía de Art Kane titulada A Great Day in Harlem con músicos de jazz en Nueva York. Desde 2017, es uno de los dos músicos sobrevivientes de la foto (el otro es Benny Golson).
El mismo año, Rollins grabó otra pieza emblemática para el trío de saxo, bajo y batería: "Freedom Suite". Sus notas originales de la carpeta decían: "Qué irónico es que el negro, que más que cualquier otro pueblo puede reclamar la cultura de Estados Unidos como suya, esté siendo perseguido y reprimido, que el negro, que ha ejemplificado las humanidades en su propia existencia, esté siendo recompensado con inhumanidad ". La canción principal es una suite bluesy improvisada de diecinueve minutos; el otro lado del álbum presenta ejercicios de bop duro de canciones de espectáculos populares. Oscar Pettiford y Max Roach proporcionaron bajo y batería, respectivamente. El LP estuvo disponible solo brevemente en su forma original, antes de que la compañía discográfica lo reeditara como Shadow Waltz, el título de otra pieza del disco.
Después de Sonny Rollins y Big Brass (Sonny Rollins Brass / Sonny Rollins Trio), Rollins hizo un álbum de estudio más en 1958, Sonny Rollins and The Contemporary Leaders, antes de tomarse un descanso de tres años en la grabación. Esta fue una sesión para Contemporary Records y vio a Rollins grabando una mezcla esotérica de canciones incluyendo "Rock-a-Bye Your Baby with a Dixie Melody" con un grupo de la costa oeste compuesto por el pianista Hampton Hawes, el guitarrista Barney Kessel, el bajista Leroy Vinnegar y el baterista Manne.
En 1959 realizó una gira por Europa por primera vez, actuando en Suecia, Países Bajos, Alemania, Italia y Francia.

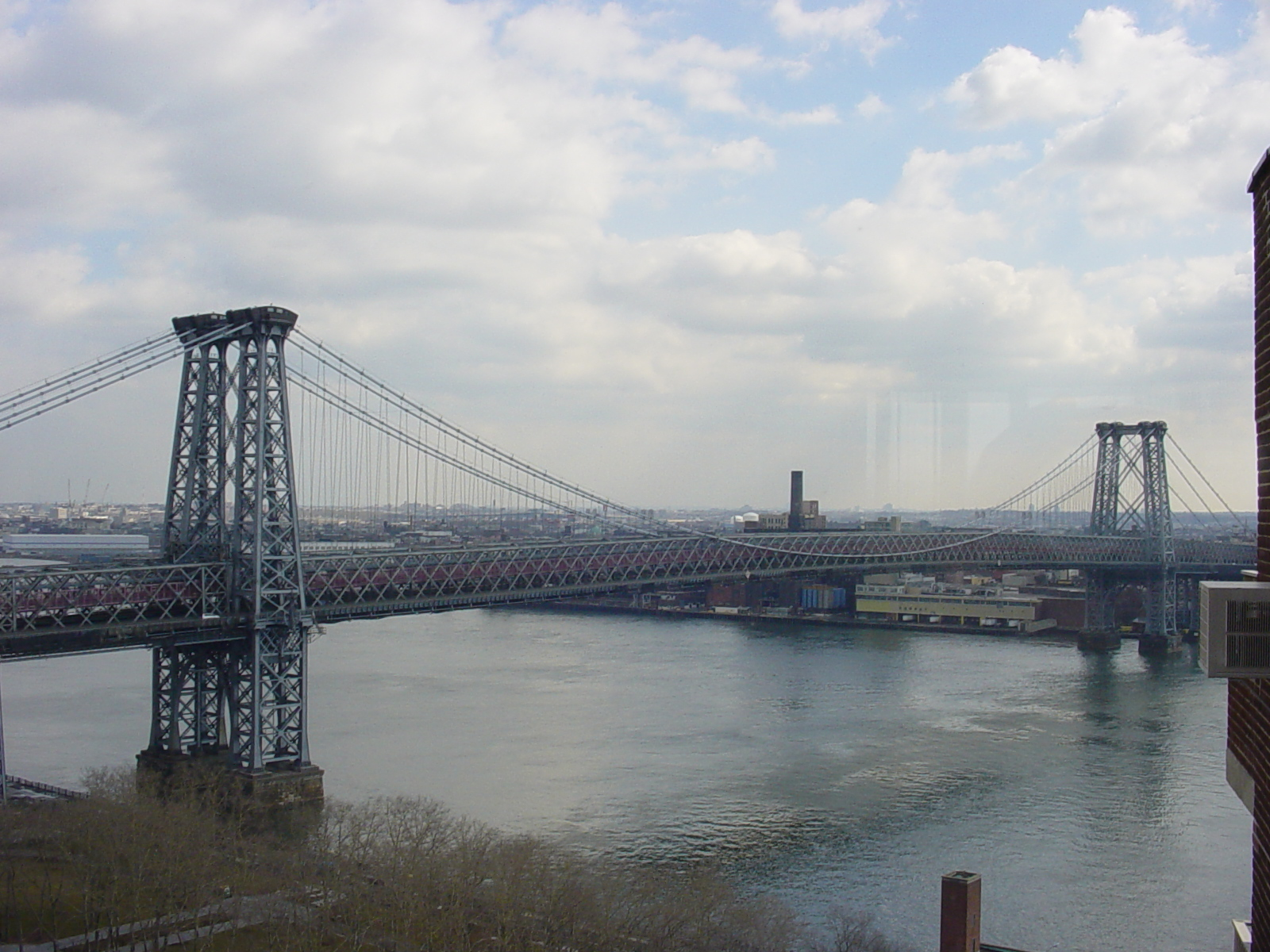
Williamsburg Bridge

### Verano 1959 - otoño 1961: El puente
En 1959, Rollins se había frustrado con lo que él percibía como sus propias limitaciones musicales y tomó el primero -y el más famoso- de sus años sabáticos musicales. Mientras vivía en el Lower East Side de Manhattan, se aventuró a la pasarela peatonal del puente de Williamsburg para practicar, con el fin de evitar molestar a una futura madre vecina. Casi todos los días desde el verano de 1959 hasta fines de 1961, Rollins practicaba en el puente, al lado de las vías del metro. En el verano de 1961, el periodista Ralph Berton pasó un día por el puente del saxofonista y publicó un artículo en la revista Metronome sobre la ocurrencia. Durante este período, Rollins se convirtió en un dedicado practicante de yoga. Rollins terminó su año sabático en 1962. Más tarde dijo: "Probablemente podría haber pasado el resto de mi vida subiendo al puente. Me di cuenta de que no, tenía que regresar al mundo real". En 2016, se inició una campaña que busca que el puente sea renombrado en honor de Rollins. 

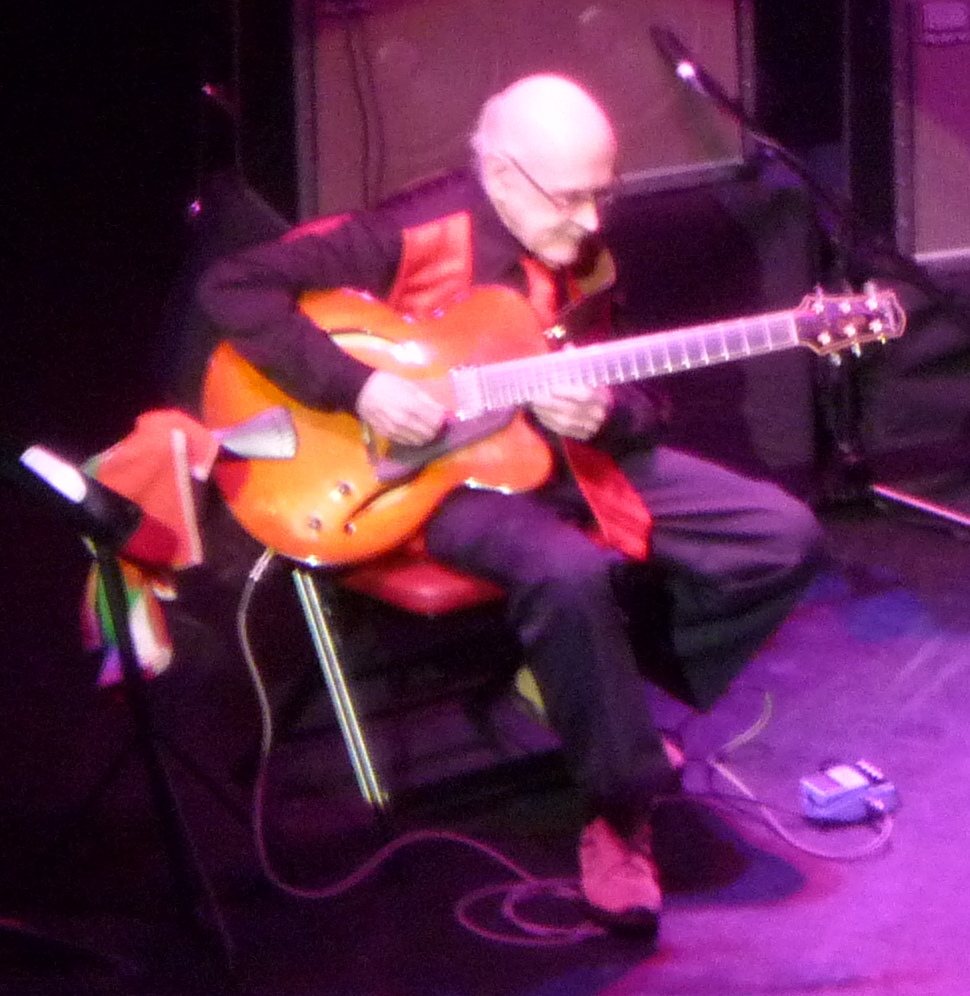
Jim Hall en el Sonny Rollins 80th birthday show, The Beacon Theater, New York, 9 de octubre de 2010

### Invierno 1961 - 1969: exploraciones musicales
En noviembre de 1961, Rollins regresó a la escena del jazz con una residencia en el club Jazz Gallery en el Greenwich Village; en marzo de 1962, apareció en la serie de televisión de Ralph Gleason, Jazz Casual. Durante la década de los 60, vivió en Brooklyn, Nueva York.
Nombró su álbum de 1962, de regreso, The Bridge, que fue el comienzo de un contrato con RCA Records. Producido por George Avakian, el disco fue grabado con un cuarteto con el guitarrista Jim Hall, Ben Riley a la batería y el bajista Bob Cranshaw. Este se convirtió en uno de los discos más vendidos de Rollins; en 2015 fue incluido en el Grammy Hall of Fame.

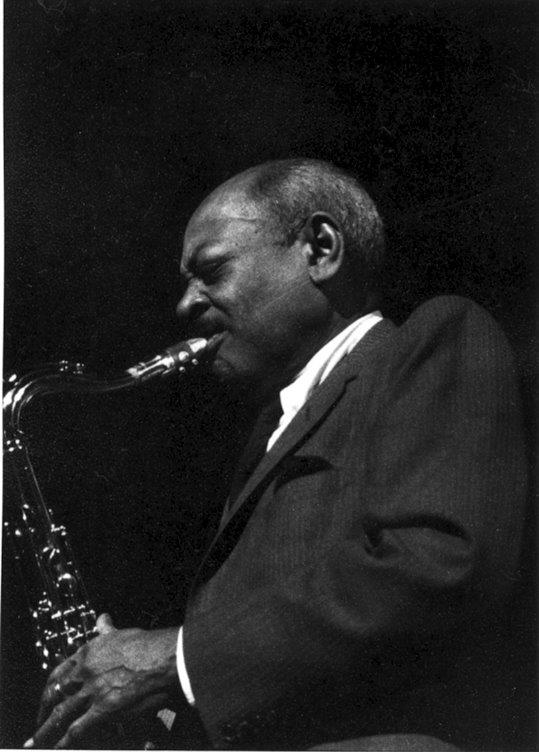
Coleman Hawkins en 1964

El contrato de Rollins con RCA duró hasta 1964 y en ese periodo fue uno de los músicos más experimentales de la escena jasística. Cada álbum que grabó difería radicalmente del anterior. El disco de 1962 ¿Qué hay de nuevo? explora ritmos latinos. En el álbum Our Man in Jazz, grabado en vivo en The Village Gate, exploró la vanguardia con un cuarteto que presentaba a Cranshaw en el bajo, Billy Higgins en la batería y Don Cherry en la corneta. También tocó con un saxo tenor legendario como Coleman Hawkins, y el pianista de free jazz, Paul Bley en Sonny Meets Hawk!, y reexaminó los estándares de jazz y las melodías del Great American Songbook en Now's the Time y The Standard Sonny Rollins (que presentó al pianista Herbie Hancock).
En 1963, realizó la primera de muchas giras por Japón.
Las grabaciones de una residencia de 1965 en el Ronnie Scott's fueron lanzadas en el 2007 por el sello Harkit como Live in London y ofrecen una imagen muy diferente de la de Rollins de los álbumes de estudio de la época. (Se trataba de lanzamientos no autorizados).
Al firmar con Impulse! Records, lanzó una banda sonora para la película Alfie de 1966, así como There Will Never Be Another You y Sonny Rollins en Impulse!. Después de East Broadway Run Down (1966), que contó con el trompetista Freddie Hubbard, el bajista Jimmy Garrison y el baterista Elvin Jones, Rollins no lanzó ningún otro álbum de estudio durante seis años.
En 1968, fue objeto de un documental televisivo, dirigido por Dick Fontaine, titulado ¿Quién es Sonny Rollins? 

### 1969 - 1971: Segundo año sabático
En 1969, Rollins se tomó otro año sabático de la actuación pública. Durante este período de hiato, visitó Jamaica por primera vez y pasó varios meses estudiando yoga, meditación y filosofías orientales en un ashram en Powai, India, un distrito de Mumbai.

### 1971 - 2000
Regresó de su segundo año sabático con una actuación en Kongsberg, Noruega, en 1971. Al comentar una actuación en marzo de 1972 en el club nocturno Village Vanguard de Nueva York, la crítica del New Yorker, Whitney Balliett escribió que Rollins "había cambiado nuevamente. Se había convertido en un torbellino. Sus carreras rugieron, y hubo pasajes discordantes y furiosos estallidos dobles. Parecía estar gritando y gesticulando en su saxo, como si estuviera agitando a su audiencia en la batalla ". El mismo año, lanzó el álbum siguiente y se mudó a Germantown, Nueva York. También en 1972, fue galardonado con una beca Guggenheim en composición.

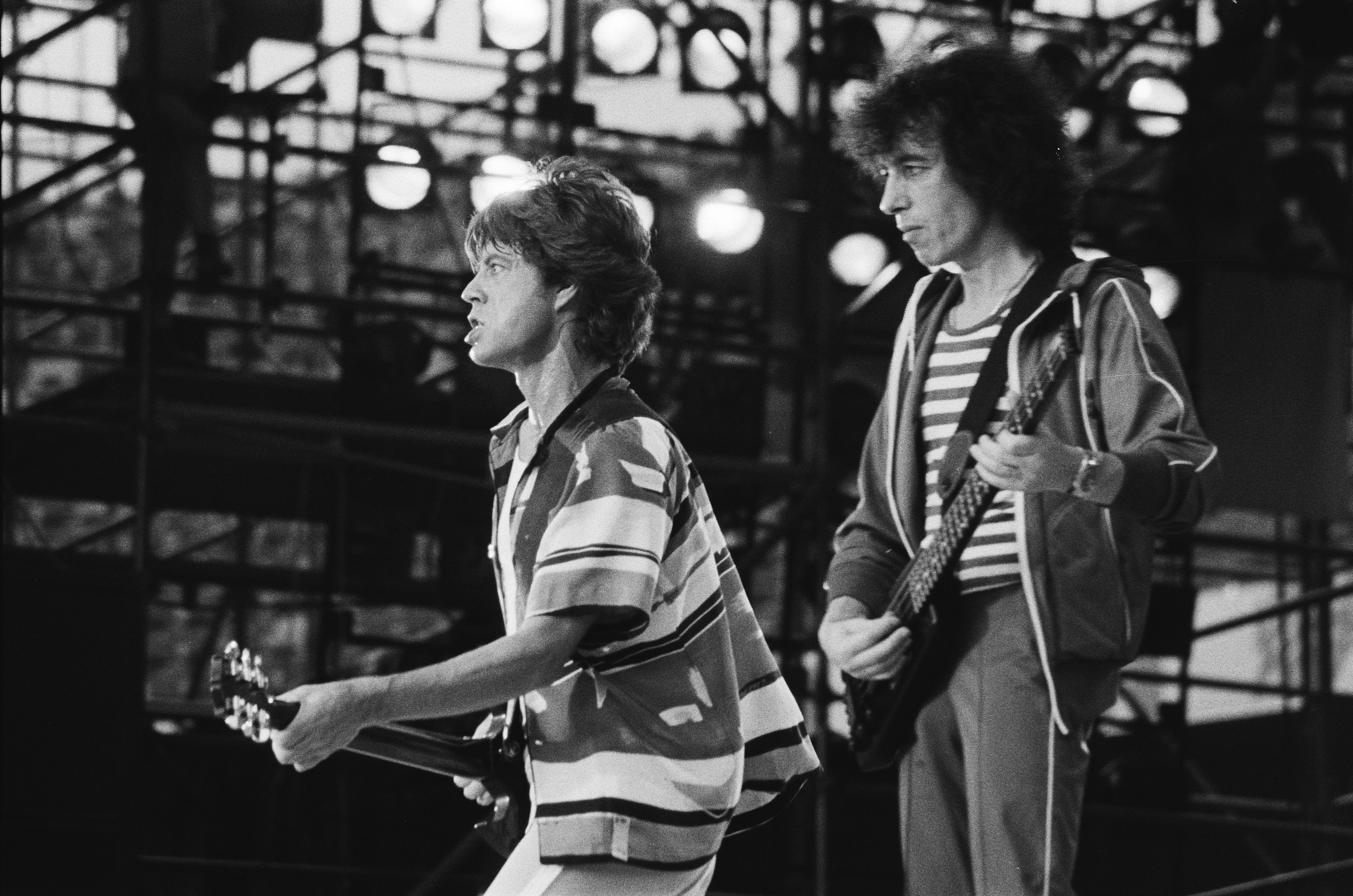
Rolling Stones.1982

Durante las décadas de los 70 y los 80, también se sintió atraído por los ritmos de R & B, pop y funk. Algunas de sus bandas durante este período presentaban guitarra eléctrica, bajo eléctrico y, por lo general, bateristas más orientados hacia el pop o el funk.
En 1974, Rollins agregó el gaitero de jazz Rufus Harley a su banda; el grupo fue filmado tocando en vivo en Ronnie Scott's en Londres. Durante la mayor parte de este período, Rollins fue grabado por el productor Orrin Keepnews para Milestone Records (la compilación Silver City: Una celebración de 25 años en Milestone contiene una selección de estos años). En 1978 él, McCoy Tyner, Ron Carter y Al Foster giraron juntos como Milestone Jazzstars.
Fue también durante este período que la pasión de Rollins por los solos de saxofón no acompañados llegó a la vanguardia. En 1979 tocó sin compañía en The Tonight Show y en 1985 lanzó The Solo Album, grabado en vivo en el Museum of Modern Art de Nueva York. También tocó con frecuencia cadencias largas, extemporáneas y no acompañadas durante las actuaciones con su banda; un buen ejemplo es su introducción a la canción "Autumn Nocturne" en el álbum de 1978, Do not Stop the Carnival.
En la década de los 80, Rollins había dejado de tocar en pequeños clubs nocturnos y aparecía principalmente en salas de conciertos o escenarios al aire libre; a fines de la década de los 90, ocasionalmente actuó en grandes clubes de rock de Nueva York como Tramps y The Bottom Line. En 1981, los Rolling Stones le pidieron tocar sin aparecer en los créditos en tres temas para su álbum Tattoo You, incluido el sencillo "Waiting on a Friend". Ese noviembre, dirigió una clase magistral de saxofón en la televisión francesa. En 1983, fue honrado como "Maestro de Jazz" por la National Endowment for the Arts.
En 1986, el documentalista Robert Mugge lanzó una película titulada Saxophone Colossus. Ofreció dos interpretaciones de Rollins: una actuación del quinteto en "Opus 40" en el estado de Nueva York y su Concierto para Saxo y Orquesta con la Orquesta de Yomiuri Shimbun en Japón.
En 1993, se abrieron los Sonny Rollins International Jazz Archives en la Universidad de Pittsburgh.
El New York City Hall proclamó el 13 de noviembre de 1995 como el "Día de Sonny Rollins".
En 1997, fue elegido "Artista de jazz del año" en la encuesta de críticos de la revista Down Beat. Al año siguiente, Rollins, un dedicado defensor del ecologismo, lanzó un álbum titulado Calentamiento global.

### 2001 - pasado
Críticos como Gary Giddins y Stanley Crouch han notado la disparidad entre Rollins, el artista de grabación, y Rollins, el artista de conciertos. En un perfil de New Yorker de mayo de 2005, Crouch escribió sobre Rollins, el artista de conciertos:
"Una y otra vez, década tras década, desde finales de los años setenta hasta los ochenta y noventa, allí está, Sonny Rollins, el coloso saxofón, tocando en algún lugar del mundo, una tarde u ocho en algún lugar, persiguiendo la combinación de emoción, memoria, pensamiento y diseño estético con un dominio que le permite alcanzar la grandilocuencia espontánea. Con su cuerpo de bronce, sus teclas de botón de perla, su boquilla y su lengüeta de caña, el saxo se convierte en el recipiente para la épica del talento de Rollins y el poder y el saber intactos de sus antepasados del jazz."
Rollins ganó un Premio Grammy en 2001 al Mejor Álbum Instrumental de Jazz por Esto es lo que hago (2000). El 11 de septiembre de 2001, Rollins, de 71 años, que vivía a unas pocas manzanas de distancia, escuchó el colapso del World Trade Center y se vio obligado a evacuar su departamento, con solo su saxofón en la mano. Aunque estaba conmocionado, viajó a Boston cinco días después para tocar en la Escuela de Música de Berklee. La grabación en vivo de esa actuación fue lanzada en CD en 2005 como Without a Song: The 9/11 Concert, que ganó el Grammy de 2006 al mejor Jazz Instrumental Solo por la interpretación de Rollins de "Why Was I Born?".
Rollins recibió un premio Grammy por su trayectoria en 2004; ese año también vio la muerte de su esposa, Lucille.
En 2006, Rollins completó una triple victoria en el Down Beat Readers Poll para: "Jazzman of the Year", "Nº 1 Tenor Sax Player" y "Recording of the Year" para el CD Without a Song: The 9/11 Concert. La banda ese año presentó a su sobrino, el trombonista Clifton Anderson, e incluyó al bajista Cranshaw, al pianista Stephen Scott, a la percusionista Kimati Dinizulu y al baterista Perry Wilsonnny Rollins en el Stockholm .
Después de una exitosa gira japonesa, Rollins regresó al estudio de grabación por primera vez en cinco años para grabar el CD Sonny, Please (2006), nominado para un Grammy. El título del CD se deriva de una de las frases favoritas de su esposa. El álbum fue lanzado por la propia discográfica de Rollins, Doxy Records, tras su salida de Milestone Records después de muchos años y fue producido por Anderson. La banda de Rollins en este momento, y en este álbum, incluyó a Cranshaw, el guitarrista Bobby Broom, el baterista Steve Jordan y Dinizulu.
Durante estos años, Rollins realizó giras regulares por todo el mundo, tocando lugares importantes en Europa, América del Sur, el Lejano Oriente y Australasia. El 18 de septiembre de 2007, actuó en el Carnegie Hall en conmemoración del quincuagésimo aniversario de su primera actuación allí. Aparecieron con él Anderson (trombón), Bobby Broom (guitarra), Cranshaw (bajo), Dinizulu (percusión), Roy Haynes (batería) y Christian McBride (bajo). 
Alrededor del año 2000, Rollins comenzó a grabar muchas de sus presentaciones en vivo; desde entonces, ha archivado grabaciones de más de doscientos cincuenta conciertos. Hasta la fecha, se han publicado cuatro álbumes de estos archivos en Doxy Records y Okeh Records: Road Shows, vol. 1; Road Shows, vol. 2 (con cuatro canciones que documentan su concierto de cumpleaños número 80, que incluyó la primera aparición grabada de Rollins con Ornette Coleman en el "Sonnymoon for Two" de veinte minutos); Road Shows, vol. 3; y Holding the Stage, lanzado en abril de 2016.
En 2010 Rollins fue galardonado con la Medalla Nacional de las Artes y la Medalla Edward MacDowell. Al año siguiente fue objeto de otro documental de Dick Fontaine, titulado Beyond the Notes.
En 2013, Rollins se mudó a Woodstock, Nueva York. Esa primavera, hizo una aparición en televisión de invitado en Los Simpson y recibió un doctorado honoris causa en Música de la Juilliard School en Nueva York. 
En 2014 fue objeto de un documental de televisión holandés titulado Sonny Rollins-Morgen Speel ik Beter  y en octubre de 2015, recibió el premio a la trayectoria de la Jazz Foundation of America.
Rollins no ha actuado en público desde 2012, debido a problemas respiratorios recurrentes.

## Influencias
Como saxofonista, inicialmente se había sentido atraído por los sonidos Jump y R & B de artistas como Louis Jordan, pero pronto se vio atraído por la tradición del saxofón tenor. El crítico alemán Joachim Berendt describió esta tradición como sentida entre los dos polos de la fuerte sonoridad de Coleman Hawkins y el ligero y flexible fraseo de Lester Young, que tanto inspiró a la improvisación del bebop en la década de los 50. Otras influencias del saxofón tenor incluyen a Ben Webster y Don Byas. A mediados de su adolescencia, Rollins se vio fuertemente influenciado por el saxofonista alto Charlie Parker. Durante sus años de escuela secundaria, fue apadrinado por el pianista y compositor Thelonious Monk, a menudo ensayando en el departamento de Monk.

## Instrumentos
Rollins ha tocado, en varias ocasiones, un saxofón tenor Selmer Mark VI y un Aristocrat Buescher. Durante la década de los 70 grabó en saxo soprano para el álbum Easy Living. Sus boquillas preferidas están hechas por Otto Link y Berg Larsen.

## Discografía

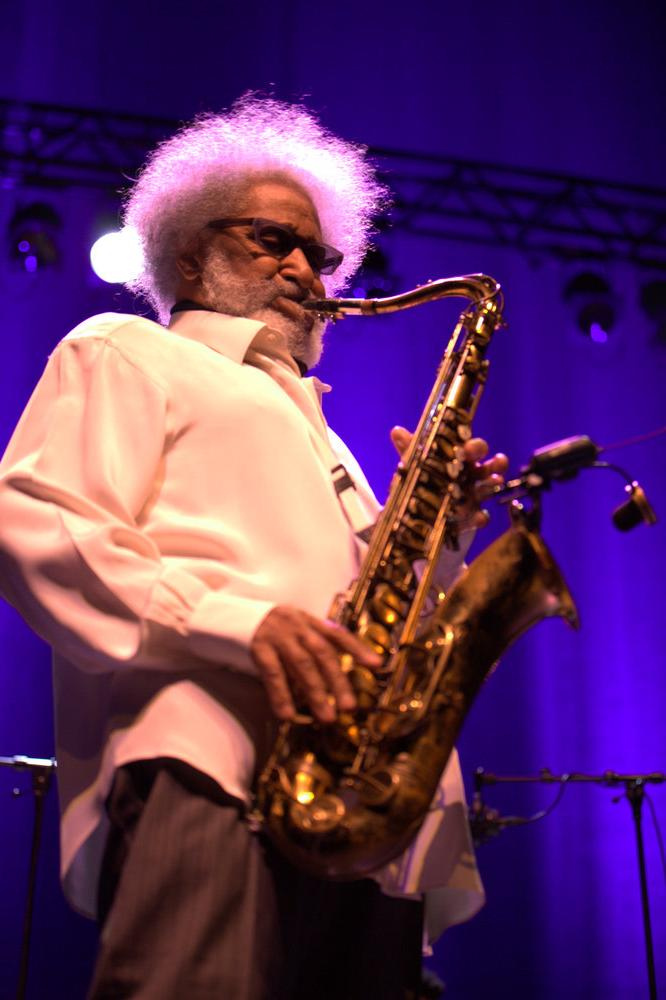
Sonny Rollins 2011

### Como líder
- 1951 - Sonny Rollins Quartet

- 1951 - Sonny and the Stars
- 1951 - Sonny Rollins with the Modern Jazz Quartet
- 1951 - Mambo Jazz
- 1954 - Sonny Rollins Quintet
- 1954 - Sonny Rollins Plays Jazz Classics
- 1954 - Moving Out
- 1955 - Taking Care of Business
- 1955 - Work Time
- 1956 - Three Giants
- 1956 - Sonny Rollins Plus Four [con Max Roach y Clifford Brown]
- 1956 - Saxophone Colossus (Prestige)
- 1956 - Tenor Madness (Prestige) [con John Coltrane]
- 1956 - Sonny Boy
- 1956 - Rollins Plays for Bird
- 1956 - Tour de Force (Prestige)
- 1956 - Sonny Rollins, Vol. 1 [con Donald Byrd y Max Roach]
- 1957 - Way Out West (Contemporary) [con Ray Brown y Shelley Manne]
- 1957 - Wail March
- 1957 - Sonny Rollins, Vol. 2 [com J.J. Johnson, Horace Silver, Art Blakey y Thelonius Monk]
- 1957 - Sonny's Time
- 1957 - The Sound of Sonny (Riverside/OJC)
- 1957 - Sound of Sonny Rollins
- 1957 - Newk's Time (Blue Note)
- 1957 - More from the Vanguard [con Wilbur Ware y Elvin Jones]
- 1957 - A Night at the Village Vanguard, Vol. 1 [en vivo]
- 1957 - A Night at the Village Vanguard, Vol. 2 [en vivo]
- 1957 - Sonny Rollins Plays/Thad Jones Plays
- 1957 - Sonny Rollins (Everest)
- 1957 - European Concerts [ao vivo]
- 1958 - Freedom Suite (Riverside) [con Oscar Pettiford y Max Roach]
- 1958 - Sonny Rollins and Brass/Trio
- 1958 - Sonny Rollins at Music Inn Teddy Edwards at...
- 1958 - Quartet
- 1958 - Sonny Rollins and the Contemporary Leaders...
- 1959 - In Stockholm [ao vivo]
- 1959 - Aix-En-Provence [en vivo con Kenny Clarke]
- 1959 - Saxes in Stereo
- 1962 - The Bridge (Bluebird/RCA)
- 1962 - The Quartets Featuring Jim Hall
- 1962 - What's New?
- 1962 - Alternatives
- 1962 - On the Outside [con Don Cherry]
- 1962 - Our Man in Jazz [en vivo]
- 1963 - Sonny Rollins (Prestige)
- 1963 - All the Things You Are
- 1963 - Sonny Meets Hawk! [con Coleman Hawkins]
- 1963 - Stuttgart
- 1963 - Live in Paris [en vivo]
- 1964 - Now's the Time
- 1964 - Sonny Rollins & Co.
- 1964 - Three in Jazz
- 1964 - The Standard Sonny Rollins
- 1965 - There Will Never Be Another You
- 1965 - Sonny Rollins on Impulse! [con Ray Bryant, Walter Booker y Mickey Rocker]
- 1965 - Live in Europe [ao vivo]
- 1966 - Alfie (Impulse!) [com Oliver Nelson e orquestra]
- 1966 - East Broadway Rundown [con Jimmy Garrison, Elvin Jones y Freddie Hubbard]
- 1972 - Next Album
- 1973 - Horn Culture
- 1973 - In Japan [en vivo]
- 1974 - The Cutting Edge [en vivo]
- 1975 - Nucleus
- 1976 - The Way I Feel
- 1977 - Easy Living
- 1978 - Don't Stop the Carnival [en vivo]
- 1978 - Milestone Jazzstars in Concert [Bonus Tracks] [en vivo]
- 1978 - Green Dolphin Street
- 1979 - Don't Ask
- 1980 - Love at First Sight
- 1981 - No Problem
- 1982 - Reel Lif
- 1984 - Sunny Days, Starry Nights
- 1985 - The Solo Album [en vivo]
- 1986 - G-Man (Milestone)
- 1986 - The Quartets [US]
- 1987 - Dancing in the Dark
- 1988 - Sonny Rollins/Thad Jones
- 1989 - Falling in Love with Jazz
- 1991 - Way Out West (Contemporary/OJC)
- 1991 - Here's to the People
- 1993 - St. Thomas 1959 [en vivo]
- 1993 - Old Flames
- 1994 - The Sound of Sonny (Spotlite)
- 1994 - The Meeting
- 1995 - Without a Song
- 1995 - Denmark, Vol. 1 [en vivo]
- 1995 - Denmark, Vol. 2 [en vivo]
- 1996 - Sonny Rollins Plus Three
- 1998 - Global Warming (Milestone)
- 1998 - Meets Hawk
- 1999 - Now's the Time [Bonus Tracks]
- 1999 - Our Man In Jazz (Import)
- 1999 - A Night at the Village Vanguard [set com 2 CD; en vivo]
- 2000 - Immortal Concerts: Village Vanguard,... [en vivo]
- 2000 - Sonny Rollins (Jamey Aebersold)
- 2000 - Way Out West (Contemporary Limited)
- 2000 - This Is What I Do (Milestone)
- 2005 - Without a Song: The 9/11 Concert (Milestone)
- 2006 - Sonny, Please

### Como acompañante
Con Miles Davis
- Miles Davis and Horns (1951)
- Dig (1951)
- Collectors' Items (1953)
- Bags' Groove (1954)

Con Kenny Dorham
- Jazz Contrasts (Riverside, 1957)

Con Art Farmer
- Early Art (New Jazz, 1954)

Con Dizzy Gillespie
- Duets (Verve, 1957)
- Sonny Side Up (Verve, 1957) - with Sonny Stitt

Con Babs Gonzales
- Weird Lullaby (1949)

Con Ernie Henry
- Last Chorus (1956)

Con J. J. Johnson
- Mad Be-Bop (1949)
- J. J. Johnson's Jazz Quintets (1949)
- Trombone By Three (1949)

Con Abbey Lincoln
- That's Him! (Riverside, 1957)

Con el Modern Jazz Quartet
- The Modern Jazz Quartet at Music Inn Volume 2 (Atlantic, 1958)

Con Thelonious Monk
- Monk (1954)
- Thelonious Monk and Sonny Rollins (1953)
- Brilliant Corners (1957)

Con Fats Navarro
- The Fabulous Fats Navarro (1949)

Con Bud Powell
- The Amazing Bud Powell (1949)

Con Max Roach
- Clifford Brown and Max Roach at Basin Street (EmArcy, 1956) - with Clifford Brown
- Max Roach + 4 (EmArcy, 1956)
- Jazz in ¾ Time (EmArcy, 1956-57)

Con The Rolling Stones
- Tattoo You (1981)

Con McCoy Tyner, Ron Carter, y Al Foster
- Milestone Jazzstars in Concert (1978)

## Honores y premios
- Elected to the Down Beat Jazz Hall of Fame (1973)
- Honorary Doctor of Arts from Bard College (1992)
- Honorary Doctor of Music from Wesleyan University (1998)
- Honorary Doctor of Music from Long Island University (1998)
- Honorary Doctor of Music from Duke University (1999)
- Honorary Doctor of Music from New England Conservatory of Music (2002)
- Honorary Doctor of Music from Berklee College of Music (2003)
- Grammy Award for lifetime achievement (2004)
- Minneapolis, Minnesota nombró oficialmente el 31 de octubre de 2006 por Rollins para honrar sus contribuciones y éxitos en el mundo del jazz
- Polar Music Prize "for over 50 years one of the most powerful and personal voices in jazz" (2007)
- Honorary Doctor of Music from Colby College (2007)
- Austrian Cross of Honour for Science and Art, 1st class (2009)
- Honorary Doctor of Music from Rutgers University (2009)
- National Medal of Arts (2010)
- Miles Davis Award at the Montreal Jazz Festival (2010)
- Elected to the American Academy of Arts and Sciences (2010)
- Kennedy Center Honors on his 81st birthday (7 de septiembre de 2011)
- Honorary Doctor of Music from the Juilliard School (mayo de 2013)
- Honorary Doctor of Music from the University of Hartford (2015)